# Бозія (Румунія)
Бозія (рум. Bozia) — село у повіті Васлуй в Румунії. Входить до складу комуни Фелчу.
Село розташоване на відстані 264 км на північний схід від Бухареста, 44 км на південний схід від Васлуя, 99 км на південний схід від Ясс, 101 км на північ від Галаца.

## Населення
За даними перепису населення 2002 року у селі проживали 532 особи, усі — румуни. Усі жителі села рідною мовою назвали румунську.